# Малина (област Бургас)
Вижте пояснителната страница за други значения на Малина.
 Тази статия е за селото в Средецко.  За другото село вижте Малина (Област Добрич).  За други значения вижте Малина (пояснение).
Малина е село в Югоизточна България. То се намира в община Средец, област Бургас. Старото име на селото е Харман къръ. През 1934 г. е преименувано на Малина.

## География
Селото се намира на 19 km от общинския център Средец и на 49 km от областния център Бургас.

## Население

### Етнически състав
Преброяване на населението през 2011 г.
Численост и дял на етническите групи според преброяването на населението през 2011 г.:
|                     | Численост |
| Общо                | 93        |
| Българи             | 71        |
| Турци               | 21        |
| Цигани              | -         |
| Други               | -         |
| Не се самоопределят | -         |
| Неотговорили        | -         |

## Природни забележителности
В селото има пещера с името „Кара Кольовата дупка“, която се намира до реката.